# Bento Surrel Camiglia
Por mandado do capitão-mor do rio São Francisco (depois de Sergipe) a 17 de agosto de 1671 saiu de Penedo caminhando pelo rio de São Francisco 174 léguas até topar certas minas de salitre das que extraiu amostras. Como a Casa da Torre desde 1627 vinha buscando minas de  salitre num afluente do São Francisco que depois tomou o nome de rio Salitre, e Francisco Dias de Ávila fora encarregado pelo Rei da exploração de tal rio, saiu-lhe ao encontro seu tio o Padre Antônio Pereira Ávila, exigindo a entrega das amostras e o mapa topografico que Camiglio levantara.
Em 1672 recebeu patente de superintendente de todas as minas do rio de São Francisco.
Em 28 de junho de 1673, entretanto, houve provisão para D. Rodrigo de Castelo Branco, administrador e provedor das minas de prata da Itabaiana, o capitão J. Soares de Macedo, e os encarregados da assistência do entabolamento de tais minas, que seriam Camiglio e outros.
Desavindo-se com Castelo Branco a ponto de ter ordenada sua prisão, o governador Afonso Furtado, (futuro 1° visconde de Barbacena), o mandou soltar por ordem de 23 de outubro de 1674. O Marquês das Minas, governador-geral do Brasil, o nomeou em 12 de agosto de 1685 Superintendente para «averiguar umas minas de ouro do rio de São Francisco e de prata que há notícia de haver nos arredores das cabeceiras dos rios Ipanema, Paraíba, Peranguaba, Linga, São Miguel, Jequiá, Cururipe, vizinhos dos negros dos Palmares».
Sua filha casou com Bartolomeu Simões da Fonseca, militar que ficou famoso no assalto aos Palmares em 1693 sob as ordens do mestre-de-ccampo Domingos Jorge Velho, que se tomou de amizade por Camiglio e o nomeou seu procurador.